# شورای فیفا
شورای فیفا (کمیته اجرایی فیفا سابق) نهادی از فیفا (نهاد حاکم بر فوتبال، فوتسال و فوتبال ساحلی) است. این نهاد اصلی‌ترین تصمیم‌گیری سازمان در فواصل کنگره فیفا است. اعضای آن توسط کنگره فیفا انتخاب می‌شوند. این شورا یک نهاد غیر اجرایی، نظارتی و استراتژیک است که چشم‌انداز فیفا و فوتبال جهانی را تعیین می‌کند.

## شورای جدید فیفا
پس از کنگره فوق‌العاده فیفا ۲۰۱۶، فیفا اعلام کرد که مجموعه اساسنامه جدیدی لازم‌الاجرا است. با این تغییرات کمیته اجرایی فیفا تغییر کرده و با ساختار جدید و قدرت بیشتری به شورای فیفا تبدیل شده‌است. توسط رئیس فیفا هدایت می‌شود. همچنین اعلام شده‌است که دبیرکل اکنون گزارش خود را به شورا ارائه می‌دهد و با یک مدیر ارشد انطباق که در کار سازمان نظارت می‌کند، کار خواهد کرد. تمام اعضای موجود کمیته در نقش خود باقی ماندند تا اینکه مواضع مربوط با انتخاب مجدد در کنفدراسیون‌های مربوط روبرو شدند. اعضای جدید شورای فیفا از ۳۰ سپتامبر ۲۰۱۶ انتخاب شدند. در مجموع ۳۷ عضو جدید در این شورا حضور دارند. این کار قبل از کنگره عادی فیفا ۲۰۱۶ به اجرا درآمد.
شورای جدید از افراد زیر تشکیل خواهد شد:
- رئیس
- کونمبول: یک معاون رئیس و چهار عضو
- ای‌اف‌سی: یک معاون و شش عضو
- یوفا: دو معاون رئیس و شش عضو
- سی‌ای‌اف: یک معاون رئیس و شش عضو
- کونکاکاف: یک معاون رئیس و چهار عضو
- اواف‌سی: یک معاون رئیس و دو عضو

## اعضا
| ترکیب شورای فیفا                           | ترکیب شورای فیفا                                                                | ترکیب شورای فیفا              | ترکیب شورای فیفا                                     | ترکیب شورای فیفا             | ترکیب شورای فیفا        |  |
| رئیس                                       | رئیس                                                                            | رئیس                          | رئیس                                                 | رئیس                         | رئیس                    |  |
| ------------------------------------------ | ------------------------------------------------------------------------------- | ----------------------------- | ---------------------------------------------------- | ---------------------------- | ----------------------- |  |
| جیانی اینفانتینو سوئیس / ایتالیا           |                                                                                 |                               |                                                      |                              |                         |  |
| معاون رئیس                                 |                                                                                 |                               |                                                      |                              |                         |  |
| ای‌اف‌سی (آسیا)                              | یوفا (اروپا)                                                                    | سی‌ای‌اف (آفریقا)               | کونکاکاف (آمریکای شمالی)                             | کونمبول (آمریکای جنوبی)      | اواف‌سی (استرالیا)       |  |
| شیخ سلمان بن ابراهیم آل خلیفه بحرین · ارشد | Aleksander Čeferin اسلوونی · Sándor Csányi مجارستان · David Martin ایرلند شمالی | Patrice Motsepe آفریقای جنوبی | Victor Montagliani کانادا                            | Alejandro Domínguez پاراگوئه | Lambert Maltock وانواتو |  |
| اعضا                                       |                                                                                 |                               |                                                      |                              |                         |  |
| ای‌اف‌سی (آسیا)                              | یوفا (اروپا)                                                                    | سی‌ای‌اف (آفریقا)               | کونکاکاف (آمریکای شمالی)                             | کونمبول (آمریکای جنوبی)      | اواف‌سی (استرالیا)       |  |
| Saud Abdulaziz Al Mohannadi قطر            | Evelina Christillin ایتالیا                                                     | Hany Abo Rida مصر             | Sonia Bien-Aimeالگو:Country data جزایر تورک و کایکوس | Ramón Jesurún کلمبیا         | Rajesh Patel فیجی       |  |
| Mahfuza Akhter بنگلادش                     | Peter Peters آلمان                                                              | Fouzi Lekjaa مراکش            | Pedro Chaluja پاناما                                 | Maria Sol Muñoz اکوادور      | Johanna Wood نیوزلند    |  |
| Mariano Araneta فیلیپین                    | Giorgos Koumas قبرس                                                             | Mamoutou Touré مالی           | Sunil Gulati آمریکا                                  | Fernando Sarney برزیل        |                         |  |
| Praful Patel هند                           | Noël Le Graët فرانسه                                                            | Amaju Pinnick نیجریه          | Luis Hernandez کوبا                                  | Ignacio Alonso اروگوئه       |                         |  |
| Du Zhaocai چین                             | Dejan Savićević مونته‌نگرو                                                       | Mathurin de Chacus بنین       |                                                      |                              |                         |  |
| Kozo Tashima ژاپن                          | Răzvan Burleanu رومانی                                                          | Isha Johansen سیرا لئون       |                                                      |                              |                         |  |
| دبیرکل                                     |                                                                                 |                               |                                                      |                              |                         |  |
| فاطما سامورا سنگال                         |                                                                                 |                               |                                                      |                              |                         |  |

## ساختار قبلی
کمیته اجرایی متشکل از یک رئیس بود که توسط کنگره در سال بعد از جام جهانی فوتبال انتخاب می‌شد، هشت معاون رئیس و ۱۵ عضو که توسط کنفدراسیون‌ها و انجمن‌ها منصوب شده و یک عضو زن به انتخاب کنگره انتخاب شده‌بود. علاوه بر این، در سال ۲۰۱۳ دو زن دیگر توسط کنگره و برای بار دیگر در سال ۲۰۱۴ در کمیته اجرایی شرکت کردند.
دوره نمایندگی چهار سال است. پس از این چهار سال، اعضا و همچنین معاونان رئیس می‌توانند توسط کنفدراسیون‌ها و انجمن‌های خود دوباره تعیین شوند و توسط کنگره برای یک دوره چهار ساله دیگر نصب شوند. همچنین رئیس می‌تواند توسط کنگره انتخاب شود. هر یک از اعضا دارای یک رأی در کمیته است، از جمله رئیس، که اگر رأی‌ها برابر باشد، رأی او تأثیر گذار است. تمام اعضای کمیته اجرایی، پس از انتخاب توسط کنگره، تنها در صورت تصمیم‌گیری در مورد لزوم تغییر کارمندان یا کنگره‌ای که عضو آن است، می‌توانند از سمت خود برکنار شوند. برای اتحادیه فوتبال هر کشور فقط یک عضو می‌تواند در کمیته اجرا عضویت داشته‌باشد. اگر رئیس موقتاً یا به‌طور دائمی مانع انجام نقش خود شود، عالی‌ترین معاون رئیس مسئولیت‌های وی را بر عهده می‌گیرد تا زمانی که رئیس جدید توسط کنگره انتخاب شود.
همه نامزدهای کمیته اجرایی نباید نماینده انجمن‌های خود باشند. قبل از انتخاب، همه اعضا باید از یکپارچگی خارج شوند. بررسی صحت معاونان رئیس و سایر اعضای کمیته اجرایی توسط کنفدراسیون‌های خود آنها انجام می‌شود. رئیس، عضو زن کمیته اجرایی، کلیه اعضای نهادهای قضایی و همچنین اعضای کمیته حسابرسی و انطباق فیفا توسط اتاق تحقیق کمیته اخلاق فیفا بررسی می‌شوند. قبل از انتخاب مجدد یک عضو، باید بررسی دیگری انجام شود.
این جلسه حداقل دو بار در سال برگزار می‌شود، مأموریت برای هر یک از اعضا چهار سال است و نقش آن شامل تعیین تاریخ، مکان‌ها و قالب مسابقات، تعیین نمایندگان فیفا به آی‌اف‌ای‌بی و انتخاب و برکناری دبیرکل به پیشنهاد رئیس فیفا بین سالهای ۱۹۴۷ و ۲۰۱۳، به‌طور رسمی یکی از معاونان رئیس باید از یکی از انجمن‌های انگلیسی باشد. این موقعیت تضمینی توسط فیفا در سال ۲۰۱۳ رسماً برداشته‌شد اما توسط یوفا به‌طور غیررسمی حفظ شد و تنها نامزدهای انگلیسی را برای هر جای خالی معرفی کرد. این کمیته از نمایندگان زیر تشکیل می‌شد:
- رئیس
- دبیرکل
- کونمبول: یک معاون رئیس و دو عضو
- ای‌اف‌سی: یک معاون و سه عضو
- یوفا: دو معاون رئیس و پنج عضو
- سی‌ای‌اف: یک معاون رئیس و سه عضو
- کونکاکاف: یک معاون رئیس و دو عضو
- اواف‌سی: یک معاون رئیس
- عضو برای کارهای خاص

کمیته اجرایی فیفا برای آخرین بار در ۱۸ مارس ۲۰۱۶ برگزار شد.

## پیشینه
گیورگی اسزپسی از سال ۱۹۸۲ تا ۱۹۹۴ رئیس کمیته اجرایی فیفا بود.

### فساد
در نوامبر ۲۰۱۰، دو عضو اجرایی، رینالد تماری و آموس آدامو به ترتیب برای یک و سه سال محروم شدند. همچنین تماری به ۵۰۰۰ فرانک سوئیس جریمه شد، در حالی که آدامو با ۱۰ هزار فرانک سوئیس جریمه شد. تماری کد محرمانه فیفا را در یک عمل توسط ساندی تایمز نقض کرد، در حالی که در کار آموس آدامو تلاش کرده‌اند برای انتخاب میزبان از جام جهانی فوتبال ۲۰۱۸ / ۲۰۲۲ رأی خود را بفروشند؛ بنابراین تعداد اعضای کمیته اجرایی برای رأی‌گیری در ۲ دسامبر از ۲۴ به ۲۲، و رأی برنده از ۱۳ به ۱۲ کاهش یافت. فیفا احتمال جایگزینی آدامو و تماری را رد نکرده‌است.
در ۲۵ مه ۲۰۱۱، چاک بلیزر، عضو کمیته اجرایی، اعضای دیگر (محمد بن‌همام و جک وارنر) را به کمیته اخلاق فیفا گزارش داد و ادعا کرد که آنها در جلسه ۱۰/۱۱ مه به اعضای اتحادیه فوتبال کارائیب رشوه می‌دهند. بن‌همام سپ بلاتر را درگیر این رسوایی کرد و ادعا کرد که وی از ادعای پرداخت‌های نقدی اطلاع داشته‌است. در نتیجه این رسوایی، بن همام از انتخابات ریاست ژوئن ۲۰۱۱ بازماند و فیفا بعداً هم او و هم جک وارنر را تعلیق کرد. سپ بلاتر بدون مخالفت ایستاد و با کسب ۱۸۶ از ۲۰۳ظ رای در انتخابات پیروز شد.
در تاریخ ۳۱ مه ۲۰۱۱، در مصاحبه با مطبوعات آلمان در مورد اینکه وی به چه کسی رای داده‌است تا حقوق میزبانی جام جهانی ۲۰۱۸ و ۲۰۲۲ را به دست آورد، خولیو گروندونا، معاون ارشد فیفا، گفت: «بله، من به قطر رأی دادم، زیرا رای دادن به ایالات متحده مانند یک رای به انگلستان خواهد بود، و این امکان‌پذیر نیست [. . . اما با پیشنهاد انگلیسی گفتم: بگذارید مختصر صحبت کنیم. اگر جزایر فالکلند را که متعلق به ما هستند پس دهید، رأی من را خواهید گرفت. آنها غمگین شدند و رفتند.»
در ۲۷ مه ۲۰۱۵، چهارده مقام عالی فوتبال - از جمله اعضای کمیته اجرایی - به اتهام فساد در سوئیس دستگیر شدند. مدیران وب، وارنر و فیگوردو و همچنین ادواردو لی، خولیو روچا، کاستاس تاکاس، رافائل اسکیوئل، خوزه ماریا مارین و نیکولاس لئوز به دلیل نقض قوانین فدرال با استرداد به ایالات متحده روبرو شدند.
پس از پرونده فساد فیفا در ۲۰۱۵، دیوید گیل، معاون جدید فیفا و عضو هیئت اجرایی فیفا انگلیس تهدید کرد که اگر سپ بلاتر برای پنجمین بار به عنوان رئیس فیفا انتخاب شود، در اعتراض به رهبری خود، از نقش خود استعفا خواهد داد. بلاتر دوباره انتخاب شد و گیل بلافاصله با اعتراض به اعلام اینکه تحت رژیم بلاتر به هیچ عنوان خدمت نمی‌کند، این موقعیت را به نشانه اعتراض رد کرد. چهار روز بعد، بلاتر به‌طور ناگهانی اعلام کرد که از سمت خود کناره‌گیری خواهد کرد و گیل گفت که با توجه به پیشرفت، در تصمیم خود برای ترک «تجدید نظر» خواهد کرد. گیل هنوز رسماً استعفا نداده بود.